# Mojster Miha
Mojster Miha (angleško Bob the Builder) je britanska animirana otroška televizijska nadaljevanka, ki jo je ustvaril Keith Chapman za HIT Entertainment. Prvič je bil predvajan v Združenem kraljestvu na BBC 12. aprila 1999, končal pa se je 31. decembra 2011. V Sloveniji je bil predvajan na programih SLO 2, Planet TV in POP TV med letoma 2001 in 2012.
Serija je sestavljena iz treh podserij; tako imenovane klasične oz. originalne serije, serije Projekt: Gradimo, ter Ready, Steady Build. Slednja ni bila sinhronizirana v slovenščino. Serija je imela tudi ponovitev, ki je bila v Združenem kraljestvu premierno predvajana 1. septembra 2015 na Channel 5 in se je končala 30. decembra 2018. V Sloveniji je bila predvajana na programih Minimax.

## Premisa
V vsaki epizodi Miha s svojo skupino pomaga pri prenovah, gradnji in popravilih ter po potrebi pri drugih projektih. V oddaji je poudarek na reševanju konfliktov, sodelovanju, socializaciji in različnih učnih veščinah.

## Liki
- Miha (angleško Bob) je gradbeni delavec in naslovni junak serije.
- Malči (angleško Wendy)
- Drejc (angleško Scoop)
- Vojc (angleško Muck)
- Miško (angleško Dizzy)
- Tone (angleško Roley)
- Maksi (angleško Lofty)
- Mici (angleško Pilchard)
- Tič (angleško Bird)